# حياة إف إم
إذاعة حياة إف إم إذاعة أردنية خاصة انبثقت عن شركة السلام للإعلام؛ تتمتع بطابع إسلامي. تأسست في 13 فبراير 2006، وتقدم نفسها ضمن موقعها على أنها ذات رسالة إيمانية – إنسانية – قيمية – نوعية، وتهدف أن تكون الإذاعة مؤسسة إعلامية هادفة ذات انتشار إقليمي نوعي تكاملي، ويقدر القائمون على الإذاعة عدد المستمعين لها في أوقات الذروة بحوالي مليون إلى مليون ونصف مليون شخص.

## جوائز
حازت حياة اف ام على العديد من الجوائز من خلال برامجها في العديد من المؤتمرات والمناسبات الأعلامية ومنها:
- الجائزة الذهبية لبرنامج حكاية من حكايا في مهرجان تونس، 2007
- الجائزة الذهبية لبرنامج حكاية من حكايا في مهرجان الأردن ، 2010
- الجائزة البرونزية لبرنامج بيت حواء في مهرجان الأردن 2010
- الجائزة الفضية في مهرجان الإعلام العربي عن برنامج ترويحة مع محمد أبو حلقة 2017

### أول إذاعة أردنية تحصّل شهادة الآيزو
في شهر نوفمبر 2015 وبعد النجاحات الخارجية لإذاعة حياة أف أم، نجحت الإذاعة داخليا في تنظيم أمورها ومن خلال مجهودات كل طاقمها وتحصل على شهادة الآيزو 9001 -2008 ، كأول إذاعة تحصل عليها في الأردن وربما في الشرق الأوسط.

## البرامج والمواد الاعلامية
تقدم إذاعة حياة العديد من البرامج المتنوعة، منها الديني والاجتماعي والسياسي والترفيهي:
1. صوت حياة، برنامج صباحي، اجتماعي، تفاعلي، يخدم الوطن والمواطن من خلال اتصالاتهم وشكاواهم وملاحظاتهم، بطابع إيماني ملتزم ويبث على الهواء مباشرة.
2. بيت حواء، برنامج مباشر على شكل مجلة صباحية للأسرة والمرأة، يتضمن مجموعة من الفقرات المنوعة، واستضافة المختصين.
3. غاليين علينا، يقدمه يزن عبده، برنامج تربوي يعنى بالتركيز على القيم التربوية وانعكاسها على الأبناء، والترويج لها في ظل سيطرة القيم الغربية.
4. فتاوى على الهواء، لقاء تفاعلي يجمع المستمعين بالمستشار الشرعي للإذاعة الدكتور أحمد حوى، لتلقي استفساراتهم الشرعية وأسئلتهم الفقهية، ومن ثم الإجابة عليها.
5. بوح القمر، برنامج فضفضة، يطرح في كل حلقة من حلقاته قضية اجتماعية، يتم مناقشتها، وطرح جميع الأراء المتعلقة بها، يبث على الهواء مباشرة.
6. أوراق الشجر، مساحة مَفْتُوحَة للمستمعين للتعبير عَنْ خواطرهم وإبداعاتهم، مَع تَقْدِيم المَعْلومَة السريعة، وَالكَلِمَة الطيبة، يبث على الهواء مباشرة.
7. بانوراما الأخبار، و يمثل البرنامج نشرة الأخبار على الإذاعة.
8. استوديو التحليل، برنامج إخباري يهتم بقراءة وتحليل الخبر من خلال التركيز على أهم الأحداث الدولية والمحلية سواء كانت سياسية أو اجتماعية أم ثقافية.
9. علمتني الحياة فاصل مسجل يتحدث عن نصائح لبناء حياة أفضل، وتوجيه الشباب إلى آليات اتخاذ القرار المناسب لتحقيق النجاح في حياتهم مع الدكتور طارق سويدان.
10. مع الدكتور أحمد نوفل، لقاء تفاعلي يجمع المستمعين بالدكتور أحمد نوفل وبمحاورة من بشار شريف، يختص بتفسير القرآن وبيان بعض معاني آياته الكريمات، وإظهار ما فيها من إعجاز علمي وبياني، يبث على الهواء مباشرة.
11. نشيد شو، برنامج تفاعلي يهتم بالنشيد ونجومه وتعريف المستمعين بكل ما هو جديد في عالم الإنشاد، إضافة إلى سهرات فنية ولقاءات حصرية والعديد من الفقرات الإنشادية المتنوعة.
12. السيرة المحمدية يقدمه الدكتور عائض القرني، وهو برنامج يتناول سيرة النبي محمد صلى الله عليه وسلم وملخص صفاته وأخلاقه.
13. البيان في تفسير القرآن تفسير الشيخ محمد متولي الشعراوي للقرآن الكريم.
14. حياة المسلم يقدمه د. محمد راتب النابلسي، دروس دينية عن مواضيع مختلفة تختص بتفاصيل يومية وحياتية عند المسلم.
15. الغذاء الميزان برنامج طبي صحي، يتحدث عن أهمية التغذية الصحيحة في الوقاية من الأمراض، والحفاظ على الصحة العامة.
16. دراما أبو خالد، دراما اجتماعية يقدمها شخصية أبو خالد وأبو زيد وهما موظفين في دائرة حكومية تحدث معهما العديد من المفارقات اليومية .
17. أبواب حياة من خلال مجموعة من العلماء والدعاة، يقدم مجموعة من الأفكار والقيم والمعتقدات، حول مواضيع الحياة اليومية، بما يخدم مصلحة المستمع، ويقدم له وجبة جاهزة من المعلومات بشكل سريع وبسيط .
18. اقوال الصحف عرض ووصف يومي لأهم أخبار الصحافة الأردنية المكتوبة والمطبوعة .
19. كل يوم حكاية، برنامج يتناول قصص وحكايات من قديم العالم وحديثه، تتحدث عن بعض الفضائل والحكم، والطرائف .
20. أندلسيات، برنامج يتناول قصص ومعلومات من تاريخ الأندلس .
21. إيد بإيد مساحة مفتوحة على الهواء مباشرة تتيح للشباب لتقديم انفسهم والتعبير عن قدراتهم التي تخدم وتبني الوطن، ودعوة لدعمهم والتركيز على دورهم الفاعل في المجتمع .
22. عرفت طريقي مع د. نبيل العوضي، برنامج يختص تعريف المستمعين بمجموعة من الفضائل كحسن الخلق، والنية الصادقة، والخوف من الله، وكيفية التحلي بها لنيل مرضاة الله سبحانه وتعالى.
23. همسات، مواقف وقصص من حياة النساء تساهم في توجيه حياتهن نحو الخير والصلاح .
24. حياتي مع الدكتور عمر عبد الكافي، برنامج ايماني يزكي النفوس من خلال الحديث عن مواضيع منوعة كحجاب القلوب، وقيمة الوقت، وآفة النسيان، وغيرها.
25. بسمة أمل مع د. عمرو خالد، رؤية واستشراف للمستقبل ودعوة للتفاؤل والانطلاق والإبداع من خلال البذل والعطاء .
26. فلسطين حتى لا تكون أندلسا أخرى د. راغب السرجاني، برنامج يتحدث عن مأساة القضية الفلسطينية في ضوء التجربة الأندلسية والتنويه والتذكير بأن التاريخ يعيد نفسه .
27. كيف نقرأ القرآن، لقاء تفاعلي مع المستمعين، يجمعهم بالدكتور إبراهيم الجرمي، يبدأ بمقدمة نظرية، عن أحد علوم التجويد، ثم يقدم لهم التلاوة الصحيحة، ثم يستمع لبعض التلاوات من المستمعين.
28. نعنوع، برنامج خاص بالأطفال يتضمن عَدَدَاً من الفقرات من ضمنها مسابقات للتحديات بصبغة شخصية مرحة تسمى (نعنوع) بصورة تغرس عَدَدَاً من القيم الايجابية.
29. كما أنه هناك نصيب كبير من البث للقرآن الكريم والأناشيد الإسلامية المتنوعة .
30. جواب ع الاب، برنامج مسابقات رمضاني يقدمه الاعلامي محي الدين القطب، يعتمد على الإجابة عبر تطبيق حياة اف ام

## نطاق البث
تبث إذاعة حياة في خمس محافظات أردنية، حيث يتم استقبال إرسالها في كل من العاصمة محافظة العاصمة والزرقاء على تردد 104.7 والذي يصل أحياناً إلى عجلون وجرش. وتبث على التردد 94.7 في إربد وتردد 102.7 في العقبة. يمكن أيضاً سماع حياة إف إم عبر النايلسات على التردد 12303 الاستقطاب الأفقي والبث المباشر على موقع الإذاعة على الإنترنت.

## نشاطات الإذاعة
تقوم الإذاعة بتنظيم الكثير من النشاطات والفعاليات، مثل:
1. مهرجان حياة إف إم الإنشادي السنوي.
2. حملة عمرة العمر.
3. جمع التبرعات عبر البث الإذاعي (تيليثون).

## روابط خارجية
- تطبيق الإذاعة الخاص لأجهزة الأندرويد - على جوجل بلاي